# شيشابانغما
شيشابانغما (بالإنجليزية: Shishapangma)‏ هو جبل في إقليم التبت التابع للصين ويحتل الترتيب الرابع عشر في قائمة أعلى الجبال في العالم وهو آخر جبل تم تسلقه والوصول لذروة ارتفاعة بسبب القيود المفروضة على زيارات الأجانب لأقليم التبت.

## أعلام
- سيباستيان هاغ
- أليكس لوي